# 張保皐級潜水艦
張保皐級潜水艦 (チャンボコきゅうせんすいかん、英語: Jang Bogo-class submarine) は韓国海軍の通常動力型潜水艦の艦級。ドイツの209型潜水艦シリーズに属し、艦型番号は209/1200型。

## 来歴
朝鮮人民軍海軍が早くから中華人民共和国などから潜水艦を導入し、小型艦ながら新造も進めてきたのに対し、韓国海軍の潜水艦保有計画は長らく実現しなかった。しかし1980年代にはまず特殊潜航艇の整備が着手され、イタリア製のコスモス型潜水艦や国内建造の海豚型潜水艇が取得された。
またこれと並行して、より本格的な潜水艦の取得プロジェクトとしてKSS-1に着手した。日本やアメリカ合衆国の協力を得られなかったこともあって、ドイツの209型潜水艦が選定され、まず1987年に最初の3隻が発注された。また1989年と1994年にも3隻ずつが発注されたが、当初検討されていた計18隻という大量建造計画は実現せず、AIP搭載の発展型である214型に移行した。
本級の取得にあたっては、1番艦はドイツより完成状態で輸入、2，3番艦はドイツで建造されたブロックを韓国で組み立てるノックダウン生産、そして4番艦以降は韓国でのライセンス生産という手順を踏むことで、建造・整備手法の習得を目指した。ただし、元自衛艦隊司令官である香田洋二海将（退役）は、幕僚協議など韓国海軍との交流の経験を踏まえて、これらの潜水艦部隊の整備目的や運用構想の不明瞭さを指摘している。

## 設計
上記の経緯より、本級はインジェニエーアコント・リューベック（IKL）社の209型潜水艦の設計を採用している。209型としての艦型番号は209/1200型とされており、同系列艦のなかでも、特にトルコ海軍のアイ級潜水艦との類似性が指摘されている。船殻構造は単殻式で、非耐圧・大型の上部構造を乗せた構造となっている。前後のトリム・タンクと両舷にバラスト・タンクを有する。実用潜航深度250メートル、最大潜航深度320メートルとされている。
主機にはディーゼル・エレクトリック方式を採用している。原動機としてはMTU 12V493 AZ80ディーゼルエンジンを搭載した。水中放射雑音低減のため、主機は防音防振支持とされており、209型のなかでも特に静粛性に優れているとされている。二次電池としては、120セルで放電容量11,500アンペア時のものを4群搭載しており、重量257トンとされている。

## 装備
ソナーとしては統合式のCSU-83を備えている。ただし中周波の艦首アレイのみであるため、対潜戦能力は低く、対水上戦を主たる目的としたものと評価されている。
艦首に533mm魚雷発射管8門を備えており、長魚雷14発または機雷28発を搭載できる。搭載魚雷としては、当初はドイツ製のSUT Mod.2を搭載していたが、後には国産の白鮫に切り替えられており、このため、SUT Mod.2は96発しか発注されなかった。また後にはハープーン対艦ミサイル（USM）も導入されたが、これは一部の艦にとどまっている。武器管制用としてISUS-83魚雷発射指揮装置を備えており、ディスプレイコンソール4基が配されている。

## 同型艦一覧
| 艦番号 | 艦名                     | 造船所              | 進水            | 就役            |
| ------ | ------------------------ | ------------------- | --------------- | --------------- |
| SS-061 | 張保皐 ROKS Chang Bogo   | HDW (キール)        | 1992年 6月18日  | 1993年 6月2日   |
| SS-062 | 李阡 ROKS Yi Chon        | 大宇造船海洋 (玉浦) | 1992年 10月12日 | 1994年 4月30日  |
| SS-063 | 崔茂宣 ROKS Choi Mu Son  | 大宇造船海洋 (玉浦) | 1993年 8月7日   | 1995年 2月27日  |
| SS-065 | 朴葳 ROKS Pak Ui         | 大宇造船海洋 (玉浦) | 1993年 8月7日   | 1996年 2月3日   |
| SS-066 | 李従茂 ROKS Lee Jong Moo | 大宇造船海洋 (玉浦) | 1995年 5月17日  | 1996年 8月29日  |
| SS-067 | 鄭運 ROKS Chong Un       | 大宇造船海洋 (玉浦) | 1996年 5月5日   | 1998年 3月      |
| SS-068 | 李純信 ROKS Lee Sun Sin  | 大宇造船海洋 (玉浦) | 1998年 5月21日  | 2000年 2月      |
| SS-069 | 羅大用 ROKS Na Dae Yong  | 大宇造船海洋 (玉浦) | 1999年 6月      | 2000年 11月     |
| SS-071 | 李億祺 ROKS Lee Okgi     | 大宇造船海洋 (玉浦) | 2000年 5月26日  | 2001年 11月30日 |